# Nitrilotriazijnzuur
Nitrilotriazijnzuur (NTA) is een wit kristallijn poeder dat weinig oplosbaar in water. Het vormt mono-, di- en tribasische zouten die wel oplosbaar zijn.

## Synthese
Nitrilotriazijnzuur kan geproduceerd worden via een strecker-aminozuursynthese uit formaldehyde, blauwzuur (HCN) en ammoniak.

## Eigenschappen
Nitrilotriazijnzuur en zijn zouten zijn goede cheleermiddelen. NTA dat zijn zure protonen heeft verloren, is een polydentaat-ligand dat een elektronenpaar van de stikstof- en zuurstofatomen kan afstaan aan een metaalion en zo meerdere chelaatringen kan vormen. Opgelost in water vormt het dan stabiele, wateroplosbare complexen met vele metaalionen zoals Ca2+, Mg2+, Cu2+, Ni2+ of Fe3+.

## Toepassingen
Nitrilotriazijnzuur en zijn zouten zijn geschikt om water te ontharden en om kalkaanslag te voorkomen of te verwijderen. Het wordt daarvoor veel aan ketelwater toegevoegd. Nitrilotriazijnzuur werd vanaf de late jaren 1960 toenemend gebruikt als vervanger van fosfaten in wasmiddelen. Het is goed biologisch afbreekbaar, beter dan het vergelijkbare EDTA. Het is vooral het wateroplosbare trinatriumzout van NTA dat in wasmiddelen en detergenten wordt gebruikt.
In dierproeven is de stof echter kankerverwekkend gebleken; bij langdurige toediening van hoge doses aan ratten en muizen veroorzaakte het tumoren aan de urineweg. Het IARC beschouwt NTA als mogelijk kankerverwekkend voor de mens (IARC-klasse 2B). De Wereldgezondheidsorganisatie heeft een richtwaarde voorgesteld van 200 µg NTA per liter in drinkwater.